# Мотала (град)
Мотала (швед. Motala) град је у Шведској, у југоисточном делу државе. Град је у оквиру Источнојетског округа, где је трећи по значају град. Мотала је истовремено и седиште истоимене општине.

## Природни услови
Град Мотала се налази у југоисточном делу Шведске и Скандинавског полуострва. Од главног града државе, Стокхолма, град је удаљен 240 км југозападно.
Рељеф: Мотала се развила у унтрашњости Скандинавског полуострва, у брежуљкастој области Источне Јетске. Подручје града је бреговито, а надморска висина се креће 90-110 м.
Клима у Мотали је континентална са утицајем мора и крајњих огранака Голфске струје. Стога су зиме блаже, а лета свежија у односу на дату географску ширину.
Воде: Мотала је смештена на источној обали другог по величини језера у Шведској, језера Ветерн. Град се образовао на месту где из језера истиче река-отока језера Мотала Стром, која је град дана назив. Највећи део града се налази северно од истока. Како река у почетном делу има велики пад, упоредо са њом изграђен је Јетски канал за пловидбу.

## Историја
Подручје Мотале било је насељено у средњем веку. Први спомен насеља под данашњим именом везан је за 13. век. Следећих векова насеље је било село без већег значаја.
Када је почетком 19. века изграђен Јетски канал, чији је почетка био код самог насеља, Мотала нагло добија на значају. 1881. године насеље добија градска права.
У другој половини 19. века, са доласком индустрије и железнице, Мотала доживљава препород. Ово благостање траје и дан-данас.

## Становништво
Мотала је данас град средње величине за шведске услове. Град има око 30.000 становника (податак из 2010. г.), а градско подручје, тј. истоимена општина има око 42.000 становника (податак из 2012. г.). Последњих деценија број становника у граду стагнира.
До средине 20. века Моталу су насељавали искључиво етнички Швеђани. Међутим, са јачањем усељавања у Шведску, становништво града је постало шароликије.

## Привреда
Данас је Мотала савремени град са посебно развијеном индустријом. Последње две деценије посебно се развијају трговина, услуге и туризам.

## Галерија
- Стамбени део града
- Здање управе Јетског канала
- Главна градска црква
- Музеј мотора у Мотали